# Jiaoshan (kulle)
Jiaoshan (kinesiska: 焦山) är en kulle i Kina. Den ligger i provinsen Jiangsu, i den östra delen av landet, omkring 67 kilometer öster om provinshuvudstaden Nanjing. Toppen på Jiaoshan är 58 meter över havet.
Runt Jiaoshan är det tätbefolkat, med 881 invånare per kvadratkilometer. Närmaste större samhälle är Zhenjiang, 4,0 km sydväst om Jiaoshan. Trakten runt Jiaoshan består till största delen av jordbruksmark.
Genomsnittlig årsnederbörd är 1 302 millimeter. Den regnigaste månaden är juli, med i genomsnitt 255 mm nederbörd, och den torraste är januari, med 30 mm nederbörd.